# Secret Wars
Marvel Super Heroes Secret Wars o simplemente Secret Wars (en castellano, "Guerras Secretas") es una serie limitada de 12 números publicada por Marvel Comics entre 1984 y 1985.
Fue junto con la miniserie "Contest of Champions" ("Competencia de Campeones") los dos primeros crossover que afectaban a todas las series de la compañía, y estuvo a cargo de Jim Shooter, Mike Zeck y Bob Layton. La historia trata de una entidad cósmica, el Beyonder (traducido en España como «Todopoderoso» y en México como «El Eterno»), que secuestra a un gran número de héroes y villanos y los enfrenta en un planeta artificial llamado Battleworld.
La serie tuvo una secuela, Secret Wars II, donde la acción ocurría en el planeta Tierra y se veían involucrados muchos más personajes.

## Idea original
La serie fue concebida por el entonces redactor jefe de Marvel Jim Shooter.
Kenner había conseguido la licencia para hacer juguetes de los superhéroes de DC, y Mattel pese a tener la licencia de He-Man no quería dejar pasar la oportunidad de hacer algo con los superhéroes. Mattel tenía interés en los personajes de Marvel pero solo si se realizaba una publicación que congregara mucha atención y sobre la que ellos pudieran trabajar. Los lectores, sobre todo los más pequeños, siempre le habían sugerido a Jim Shooter «una gran historia con todos los héroes y villanos juntos», de esta manera surgió la idea de hacer la serie.

## Historia
Antes de la publicación de la serie limitada, buena parte de las series de Marvel tuvieron como última página del número de ese mes la misma escena: una gigantesca estructura similar a un «estadio» que aparecía de pronto en medio de Central Park, y todos o algunos de los superhéroes protagonistas de la serie entraban a investigar de qué se trataba.
Todo esto era un plan trazado por la entidad cósmica denominada Beyonder quien tras observar detenidamente el planeta Tierra queda fascinado por la presencia de superhéroes y su potencial y decide crear un grupo de héroes y otro de supervillanos para enfrentarlos entre sí.
Tras entrar en el «estadio» todos los héroes son teletransportados contra su voluntad. El primer número de la serie comienza con los héroes desaparecidos rematerializándose dentro de una nave espacial, sin ninguna otra tripulación mientras que en la otra nave aparecen los villanos. La tensión derivó en conflictos internos en ambas naves, en la de los héroes se enfrentan a causa de la presencia de Magneto (que en aquel momento se estaba intentando reformar), mientras que en la otra Ultron intentó matar a todos y por ello fue desactivado por Galactus.
Todo eso pasó de pronto a un segundo plano: fuera de las naves, una galaxia completa fue destruida y sólo una estrella quedó intacta. Cerca de esa estrella se comenzó a formar un planeta con numerosos fragmentos, llamado "Battleworld" ("Mundo de batallas"). Entonces, se abrió una grieta en el espacio, y una voz dijo: Soy del más allá. Matad a vuestros enemigos y todo lo que deseéis será vuestro. No hay nada que sea imposible para mí.
Debido a que, en inglés, la primera frase del ser fue «I am from beyond» («Soy del más allá»), Galactus se dirigió a él como Beyonder, y este pasó a ser el nombre definitivo del personaje.
Galactus sintió que el ser que hablaba realmente tenía el poder que decía, y abandonó la nave inmediatamente, para entrar a la grieta y obligar a Beyonder a cumplir su máximo deseo: quitarle su «hambre», su necesidad de consumir planetas. Dr. Doom lo siguió en la retaguardia, ambicionando el poder de Beyonder, a la espera de alguna oportunidad que pudiera surgir. Sin embargo, ambos fueron repelidos y cayeron al planeta de abajo. Ambas naves se dirigieron también al planeta, y sus dos tripulaciones fueron teleportadas a su superficie, en diferentes localizaciones.
Cada uno de los bandos (los X-Men se mantuvieron independientes) estableció una base de operaciones y mantuvieron diversos enfrentamientos, que finalizaron cuando el Dr. Doom absorbió para sí los poderes de Beyonder. Convertido en un ser todopoderoso, restaura su cara, se despide de héroes y villanos (salvo Klaw, del que no se separa) y anuncia su próxima ascensión a un plano superior.
El Capitán América, no admitiendo que Dr. Doom pudiera limitar la libertad ajena, decide atacarle, siendo secundado por el resto de héroes. En ese momento, Dr. Doom (que ni siquiera estaba presente) hace caer un rayo sobre ellos, matándolos. Se prepara entonces para atacar el reino de Mefisto para rescatar a su madre del infierno.
Pero Beyonder, tras su caída, había tomado posesión del cuerpo de Klaw y a través de él engaña a Dr. Doom para recuperar finalmente sus poderes. Los poderes son tan absolutos que sólo con imaginar algo, se hace real, de modo que Klaw (Beyonder) genera la duda en Dr. Doom sobre si realmente ha logrado matar a los héroes, lo que los hace revivir y estos atacan al perplejo Dr. Doom, momento que es aprovechado por Beyonder para recuperar sus poderes extrayéndoselos a Dr. Doom. Entonces Klaw, Dr. Doom y Beyonder desaparecen.
Finalmente, Reed Richards utiliza el artefacto que los trajo a todos allí para devolverlos a la Tierra, salvo a Ben Grimm, que decide quedarse allí solo para averiguar el por qué puede volver a su forma humana en Battleworld.

## Personajes
Los nombres aparecen traducidos al castellano, como en el cómic original en dicho idioma.

### Superhéroes
Liderados por el Capitán América.

#### Los Vengadores
- Iron Man (Jim Rhodes)
- Capitán América
- Thor
- Avispa
- Ojo de Halcón
- Monica Rambeau (Capitana Marvel II)
- She-Hulk

Los Vengadores incluían también a Visión, Bruja Escarlata, Pájaro Burlón y Starfox, pero no entraron a la máquina que transportó a los demás.

#### Los 4 Fantásticos
- Mr. Fantástico
- La Mole (En castellano; "La Cosa")
- Antorcha Humana

La Mujer Invisible no acompañó a sus compañeros por estar embarazada de su segundo hijo.

#### X-Men
- Charles Xavier
- Cíclope
- Coloso
- Nightcrawler (En castellano: "Rondador Nocturno")
- Rogue (En castellano: "Picara")
- Tormenta
- Wolverine (En Castellano: "Lobezno")
- Lockheed (dragón)

Lockheed era el dragón mascota de Kitty Pryde, la pareja de Coloso en aquel momento.

#### Independientes
- Hulk
- Spider-Man
- Spider-Woman (Julia Carpenter)
- Deadpool[5]

Hulk aparece aquí con la inteligencia de su álter ego, Bruce Banner. Magneto fue elegido para estar en el grupo de los superhéroes, a pesar de que se le consideraba villano en aquel momento. El Beyonder vio algo en él que le llevó a tomar esa decisión.

### Villanos
- Doctor Doom
- Dr. Octopus
- Encantadora
- Hombre Absorbente
- Hombre Molécula
- Kang el Conquistador
- Klaw
- Lagarto
- Magneto
- Ultron
- Volcana, creada en la historia por el Dr. Doom
- Titania, creada en la historia por el Dr. Doom
- Brigada de Demolición:
  - Destructor
  - Bulldozer
  - Martinete
  - Bola de Trueno

### Personajes neutrales
- Beyonder
- Galactus
- Zsaji, una curandera nativa.

## Consecuencias
En todas las series de Marvel afectadas pasó una semana entre el final del número en el que desaparecían los protagonistas y el siguiente, que era el tiempo que había pasado en las Secret Wars. A la vuelta, se habían producido una serie de cambios:
- Spider-Man trajo consigo el Traje Negro sin ser consciente de que en realidad es un simbionte alienígena.[6]
- Ben Grimm (Thing) se quedó en el planeta del Beyonder para poder averiguar qué le permite poder cambiar su forma humana-rocosa a voluntad; sus historias allí se contarían en la recién creada serie del personaje.[7]
- Hulka pasó a formar parte de los 4 Fantásticos, sustituyendo a Ben Grimm.[8]
- Hulk fue perdiendo poco a poco la inteligencia de Bruce Banner.
- Colossus, tras contarle su aventura amorosa con Zsaji, rompió con Kitty Pryde.[9]
- Los X-Men reaparecieron en Japón, junto con la dragona enamorada de Lockheed, que se ve transformada en gigante durante el regreso.
- Después de su alianza en las guerras secretas, Magneto y el Profesor Xavier comienzan a acercar posturas y a colaborar juntos.
- En la Secret Wars de 2015, se fusionaron el Universo Ultimate, el Universo 2099 y la Tierra-616.
- El Dr. Connors perdió la personalidad del Lagarto.
- Se crean los personajes Titania y Volcana.[10]
- Al parecer Zsaji queda embarazada, esperando un hijo de Colossus.
- Gracias al Dr. Doom, El Hombre Molécula consigue desbloquear su poder, y logra controlar también las moléculas orgánicas.
- Se forman dos parejas amorosas entre los supervillanos: El Hombre Absorbente+Titania y El Hombre Molécula+Volcana.

## Edición española
En España la miniserie de Secret Wars se publicó en la editorial Planeta DeAgostini Cómics en 12 números de formato "forum" en 1986, más tarde, en 1991 se hizo una segunda edición.
En 2003 se reeditó la obra en un tomo de tapa dura incluyendo toda la miniserie más páginas de diferentes cómics de Marvel donde se ve a los héroes entrando en la máquina del Beyonder procedentes de: "The Amazing Spider-Man" #251, "The Uncanny X-Men" #180, "Captain America" #292, "The Invincible Iron-Man" #181, "The Incredible Hulk" #294 y "The Thing" #10.

## Secuelas

### Secret Wars II
Secret Wars II (en español: Guerras Secretas II) es la secuela de este cómics, consta de nueve números publicados entre 1985 y 1986 por Marvel Comics. Fue escrita por Jim Shooter y dibujada por Al Milgrom.
Sinopsis: Un año después de que los más poderosos superhéroes y supervillanos fueron secuestrados y llevados a un mundo lejano, Beyonder viaja hasta la Tierra para continuar el estudio de la humanidad y cruzarse en el camino de todos los héroes del Universo Marvel. Beyonder interacciona con cada superhéroe con el fin de llegar a comprender sentimientos como el deseo, el amor, la furia, etc. Así es que cuando los superhéroes comprenden el peligro que Beyonder supone para todos, se alían para combatirlo.

### Deadpool's Secret Secret Wars
En 2015,  Marvel Comics publicó una historia-secuela del cómic original titulada Deadpool's Secret Secret Wars de 4 números, donde se da a entender que Deadpool participó originalmente en este evento.
Tras un romance fallido con la Avispa, deseó olvidarlo con tanta fuerza que todos los presentes también lo hicieron. Sin embargo, él a su vez deseó el renacimiento de Zsaji, y la envió de vuelta a su mundo natal.
Sinopsis: ¿Recuerdas las Guerras secretas originales de 1984? ¿Y recuerda cómo Deadpool jugó un papel muy importante en él?
Espera... ¿no lo haces? ¡Entonces necesitas leer esta serie inmediatamente y ser educado! 
¡Llega la guerra más secreta de todas!

### Secret Wars (2015)
En mayo de 2015, Marvel publicó una nueva miniserie de Secret Wars, escrita por Jonathan Hickman y dibujada por Esad Ribić, que retomaba el punto donde había terminado la historia de "El tiempo se acaba" en Vengadores y Nuevos Vengadores en ese momento.
La historia involucró al Universo Marvel combinándose con otros universos alternativos, incluido el Universo Ultimate, así como el Universo 2099, para formar Battleworld, un mundo que exhibe aspectos de los distintos universos. La serie limitada principal tuvo nueve números y duró ocho meses y finalizó en enero de 2016.

## Edición mexicana
"Secret Wars" se empezó a publicar en México el 21 de abril de 1988 a través de un cómic llamado: "El Asombroso Hombre Araña Presenta:" de 24 páginas por Novedades Editores, la misma línea que se encargaba de publicar los cómics de "El Asombroso Hombre Araña". El primer capítulo de esta serie fue el cómic no. 1 publicado en "El Asombroso Hombre Araña Presenta:" y así hasta publicar todos los capítulos completos. Y no solo publicó Secret Wars, sino también la secuela que es Secret Wars II y otras series distintas como Los 4 fantásticos, Los Vengadores, Actos de venganza y entre otras. "El Asombroso Hombre Araña presenta:" finalizó sus publicaciones el 31 de marzo de 1994 habiendo publicado un total de 296 cómics.
- Capítulo I- El Asombroso Hombre Araña Presenta: Guerras Secretas #1 - 21 de abril de 1988
- Capítulo II- El Asombroso Hombre Araña Presenta: Guerras Secretas #2 - 28 de abril de 1988
- Capítulo III- El Asombroso Hombre Araña Presenta: Guerras Secretas #3 - 5 de mayo de 1988
- Capítulo IV- El Asombroso Hombre Araña Presenta: Guerras Secretas #4 - 12 de mayo de 1988
- Capítulo V- El Asombroso Hombre Araña Presenta: Guerras Secretas #5 - 19 de mayo de 1988
- Capítulo VI- El Asombroso Hombre Araña Presenta: Guerras Secretas #6 - 26 de mayo de 1988
- Capítulo VII- El Asombroso Hombre Araña Presenta: Guerras Secretas #7 - 2 de junio de 1988
- Capítulo VIII- El Asombroso Hombre Araña Presenta: Guerras Secretas #8 - 9 de junio de 1988
- Capítulo IX- El Asombroso Hombre Araña Presenta: Guerras Secretas #9 - 16 de junio de 1988
- Capítulo X- El Asombroso Hombre Araña Presenta: Guerras Secretas #11 - 30 de junio de 1988
- Capítulo XI- El Asombroso Hombre Araña Presenta: Guerras Secretas #13 - 14 de julio de 1988
- Capítulo XII- El Asombroso Hombre Araña Presenta: Guerras Secretas #15 - 28 de julio de 1988
- Capítulo XIII- El Asombroso Hombre Araña Presenta: Guerras Secretas #17 - 11 de agosto de 1988

NOTA: Los capítulos 10, 11, 12, y 13 se publicaron en los números 11, 13, 15 y 17 porque en los números 10, 12, 14, y 16 Novedades Editores había empezado a publicar Los Nuevos Vengadores.

## Adaptaciones

### Televisión

#### Spider-Man
La serie "Secret Wars" apareció por televisión en la serie animada de Spider-Man de los años 90. Esta serie se dividió en tres partes y la historia es muy diferente a la del cómic, todo empezó después de que el clon de Hydro-Man y el de Mary Jane se evaporaron y después de eso Madame Web arrastra a Spider-Man hacia el planeta del Beyonder. Una vez llegando ahí Spider-Man se encuentra con el Beyonder y él le explica que ya es tiempo de ponerse a prueba y aprender a ser un líder. Entonces el Beyonder escoge a unos villanos, entre ellos el Dr. Doom, El Lagarto, Red Skull, Dr. Octopus, y Alistair Smythe. Una vez que el Beyonder termina de escoger a los villanos lleva a Spider-Man a una computadora y le dice que a través de ella puede traer a los héroes que él quiera, pero con una cantidad limitada de energía, Spider-Man escoge a Los 4 Fantásticos, El Capitán América, Iron Man y a Storm. Y después de unos momentos Iron Man y Spider-Man le hacen un arreglo a la computadora y logran traer a la Gata Negra mientras que El Lagarto termina uniéndose a los héroes y entre todos deciden que Spider-Man debe ser el líder.
Diferencias entre el cómic y la caricatura:
- En el cómic los héroes son liderados por el Capitán América y en la caricatura por Spider-Man.
- Red Skull y Alistair Smythe no aparecen en el cómic.
- La Mujer invisible no participa en el cómic y en la caricatura si.
- La Gata Negra fue un modo para reemplazar a Hulk y a She-Hulk en la caricatura.
- Los villanos se disputan el territorio: Dr.Doom, Octopus, Red Skull y Smythe mientras que en el cómic son liderados por el Dr. Doom.

Capítulos
- 1- Secret Wars parte I: La llegada - 7 de noviembre de 1997
- 2- Secret Wars parte II: El Guante de Red Skull - 14 de noviembre de 1997
- 3- Secret Wars parte III: Doom - 21 de noviembre de 1997

#### Los Vengadores unidos
La saga también fue adaptada a la serie Los Vengadores unidos, y es la trama principal de su cuarta temporada titulada Avengers: Secret Wars, pero se centra solo en los Vengadores.
Como resultado, Loki le había contado a un ser poderoso, conocido como Beyonder, sobre la existencia de la Tierra. Para consternación de Loki, Beyonder usa el Puente Bifrost para tomar varias partes de la Tierra, lugares en todo el universo como Asgard y otras realidades, incluida aquella en la que Tony Stark estaba varado, y golpearlos al azar para formar Battleworld por su "experimento", llevando a los que viven allí con ellos, incluidos los Vengadores. Con Iron Man de vuelta con ellos, los Vengadores deben formar una alianza poco probable con Loki para reconstruir el Puente Bifrost y hacer que todos regresen a la Tierra. Durante la batalla final contra Beyonder, el Doctor Strange le da a Loki el Orbe de Agamotto para comenzar a activar el Puente Bifrost y Thor lanza el Mjolnir a Jane Foster para salvarla de las arenas movedizas transformándola en una mujer Thor. A través de sus esfuerzos, finalmente deshacen el experimento de Beyonder, pero Loki revela que el Doctor Strange que le dio el Orbe de Agamotto fue el propósito de contarle al Beyonder sobre la Tierra, y con sus nuevos planes de poder para conquistar Asgard, la Tierra y otros lugares. Con la ayuda de la forma Thor de Jane Foster, los Vengadores derrotan a Loki, que es consumido por All Dark. Después de que Thor recupera el Mjolnir, Odín tiene una nueva arma creada para Jane Foster, donde su arma se llama Thunderstrike.

### Cine
- Marvel Studios anunció el desarrollo y adaptación cinematográfica de este cómic a una película, titulada Avengers: Secret Wars, perteneciente al Universo cinematográfico de Marvel. Está prevista a estrenarse en Mayo de 2026, siendo la sexta película de la Hexalogía de Avengers.

### Videojuegos
El juego móvil Marvel Realm of Champions se basa libremente en la historia de Secret Wars de 1984.